# アリエル・ゴールド
アリエル・ゴールド（Arielle Gold、1996年5月4日 - ）は、アメリカ合衆国、コロラド州スティームボートスプリングス出身の女性スノーボード選手。スティームボートスプリングスハイスクール出身。

## 人物
コロラド州スティームボートスプリングス出身のユダヤ人、父・ケン・ゴールドは元モーグル選手。同じスノーボードハーフパイプ選手のテイラー・ゴールドは兄。
3歳でスキーを始め、兄の影響で7歳でスノーボードに転向した。
スチームボートスプリングス ウインタースポーツクラブで本格的に競技を学んだ。またスノーボードの傍らロデオなどの馬術をトレーニングを積んだ。
2010年3月バートンUSオープンジュニアジャム（ジュニア部門）で優勝、10月にはアメリカスノーボード協会主催の全米選手権で3位となった。
2012年1月のユースオリンピックでスロープスタイル、ハーフパイプ両方で準優勝、3月のFISのスノーボードジュニア世界選手権大会で優勝。
2013年1月、スノーボード世界選手権（ストーナム＝エテ＝トゥックスベリー）で優勝、1月X GAMES ASPENで3位、バートンヨーロピアンオープンで優勝、2月バートンUSオープンで3位、3月のX GAMES TIGNESでも3位に入った。
2014年、ソチオリンピック・スノーボード女子ハーフパイプに選出され現地入りしたが、直前の怪我で出場を辞退した。
2016年1月、スイスラークスLAAX OPENで優勝。1月のX GAMES ASPENで準優勝。
2018年2月、冬季オリンピック初出場となった平昌オリンピックでは女子ハーフパイプで3位となり銅メダルを授与された。